# Ahmad al-Tayyib
Aḥmad Muḥammad Aḥmad al-Ṭayyib (in arabo أحمد محمد أحمد الطيب‎?; Luxor, 6 gennaio 1946) è un imam, filosofo e teologo egiziano, 44º Grande Imam di al-Azhar dal 2010.

## Formazione intellettuale e contributi teologici
Al-Tayyib ha studiato "Pensiero islamico" nell'Università di Paris IV: Paris-Sorbonne, conseguendovi un dottorato di ricerca e poi insegnandovi come professeur invité. Ha svolto nel 1989 opera di docenza anche nell'Università di Friburgo (Svizzera). Ha tradotto diverse opere di teologia dal francese in arabo, tra cui Le Sceau des Saints dans la doctrine d'Ibn Arabi di Michel Chodkiewicz nel 1998 e l'Histoire et classification de l'œuvre d'Ibn Arabi di Osman Yahia (1992).
Ha pubblicato diverse opere di pensiero ed esegesi islamica, specialmente sul pensatore musulmano del XIV secolo al-Taftazani (1997).

## Nelle università islamiche
Professore di filosofia e teologia nell'Università-moschea di al-Azhar dal 6 gennaio 1988, ricopre diverse funzioni in altre università teologiche: preside nella Facoltà di Studi Islamici di Qena (Egitto) nel 1990-1991, preside della Facoltà di Studi islamici di Aswan (Egitto) dal 1995 al 1999, preside della Facoltà di Teologia dell'Università islamica internazionale d'Islamabad (Pakistan) dal 1999 al 2000.
Al-Tayyib diventa dal marzo al settembre del 2003 Gran Mufti d'Egitto, poi dal 2003 al 2010 diventa Shaykh di al-Azhar.
È membro di numerosi osservatori sull'Islam, particolarmente è presidente del Comitato religioso della radio e della televisione egiziana.

## Imam della Moschea-Università di al-Azhar
Succede a Muḥammad Sayyid Ṭanṭāwī nel 2010 nell'incarico altamente onorifico e prestigioso di Imam della moschea-università di al-Azhar (Il Cairo). Nominato dal Presidente Hosni Mubarak, applicando un regolamento avviato da Gamal Abd al-Nasser, la decisione desta più di una critica per via dell'affiliazione di Al-Tayyib al partito di Mubarak, il Partito Nazionale Democratico (PND). Alla vigilia della sua nomina nel marzo 2010, ha rifiutato inizialmente di dimettersi dalla sua posizione nel partito, sostenendo che ciò non fosse in conflitto con il suo ruolo religioso, rinunciandovi però nell'aprile 2010. Sin dall'inizio del suo mandato, ha avviato diverse riforme nell'Università, con uno spazio maggiore lasciato alle differenti tradizioni teologiche islamiche. Si fa anche un aperto critico e oppositore dei Fratelli Musulmani, un'organizzazione transnazionale islamista con sede in Egitto, asserendo che l'Università al-Azhar non sarebbe diventato «un campo aperto per i Fratelli (Musulmani)». Nonostante questa dichiarazione, il leader del Fratelli Musulmani Muḥammad Badīʿ espresse le sue congratulazioni a al-Tayyib per la nomina.
Durante l'insurrezione egiziana del 2011, al-Tayyib ha dovuto fronteggiare le accuse riguardanti la legittimità del suo mandato, giudicato troppo prono al regime dittatoriale egiziano, specialmente da parte dei Fratelli Musulmani che erano stati scartati dall'accesso alla sua carica e che rappresentavano tuttavia la principale forza politica nel Paese. Nel gennaio dello stesso anno aveva rotto i rapporti con la Santa Sede, a causa della condanna di papa Benedetto XVI verso la persecuzione dei copti egiziani, a cui al-Tayyib aveva risposto chiedendo di non interferire negli affari interni egiziani.
Durante questo periodo turbolento, al-Tayyb ha preso una linea decisa per restituire l'indipendenza di cui fruiva l'Università fino al 1961 più che a contrastare il potere politico futuro, indubbiamente dominato dai Fratelli Musulmani. Una delle prime misure fu quella di abolire la nomina dell'Imam di al-Azhar da parte del Presidente della Repubblica, sostituita dal potere militare del Consiglio Supremo delle forze armate qualche giorno prima dell'entrata in funzione della nuova Assemblea del Popolo costituente. Nel 2012, l'Università emise sotto la sua personale responsabilità due dichiarazioni durante tale periodo di transizione: la prima prometteva uno Stato-nazione "moderno" e "democratico", sottolineando la necessità di una Costituzione (basata comunque sulla Shari'a), di una separazione dei poteri e dell'uguaglianza dei cittadini di fronte alla legge. Nel gennaio del 2011, una seconda dichiarazione insisteva sulla libertà d'espressione, di fede religiosa e della libertà della ricerca scientifica. Tali dichiarazioni miravano a costituire un contrappeso alle dichiarazioni di carattere teocratico che venivano diffuse in quei tempi, dopo decenni di proibizione di costituzione dei partiti politici religiosi.
Nel giugno 2013, al-Tayyib ha criticato duramente i salafiti per il loro settarismo e il loro anti-sciismo, e nel luglio dello stesso anno divenne un critico del golpe militare che ha portato alla caduta del Presidente Mohamed Morsi, un leader dei Fratelli Musulmani, minacciando di abbandonare la carica qualora le gravi violenze tra egiziani non fossero cessate.
Nell'aprile 2017, ha accolto papa Francesco durante la sua visita in Egitto, abbracciandolo e riprendendo il dialogo tra Santa Sede e islam sunnita. Nel dicembre dello stesso anno sospende, assieme al Presidente palestinese Mahmūd Abbās e il leader copto Teodoro II, un incontro con il Vice Presidente degli Stati Uniti Mike Pence, a causa del riconoscimento americano a Gerusalemme come capitale d'Israele, invitando i palestinesi alla resistenza. Nel 2019 si incontra nuovamente con papa Francesco ad Abu Dhabi per fare una dichiarazione congiunta sulla fratellanza. Questo testo era intitolato Documento sulla fratellanza umana e in seguito ha ispirato la risoluzione delle Nazioni Unite che ha designato il 4 febbraio come Giornata Internazionale della Fratellanza Umana.

## Controversie

### Accuse di antisemitismo
Nel 2004, a una conferenza della Comunità di Sant'Egidio, al-Tayyip espresse supporto alla seconda intifada palestinese, approvando anche gli atti terroristici compiuti contro i cittadini israeliani.
Nel novembre 2011 indisse una manifestazione, appoggiata dai Fratelli Musulmani, nella Moschea di al-Azhar, il cui scopo era protestare contro la "giudaizzazione" di Al-Quds (il nome arabo di Gerusalemme) e il sionismo. Durante la manifestazione venne detto che la moschea di al-Azhar era sotto attacco dagli ebrei, che stavano complottando per impedire l'unità islamica ed egiziana, e che pertanto andavano sterminati. La manifestazione è stata ritenuta profondamente antisemitica, ottenendo risonanza anche all'estero. Il ruolo di al-Tayyip nella manifestazione ha destato critiche, in virtù della sua fama di musulmano "liberale".
Nell'ottobre 2013, durante un'intervista al Canale 1 egiziano, al-Tayyip ha dichiarato che «dagli albori dell'Islam 1400 anni fa, abbiamo sofferto di interferenze ebraiche e sionistiche negli affari musulmani. Ciò è la causa di una grande sofferenza tra i musulmani». Durante questa intervista ha anche accusato gli ebrei di arroganza nel ritenersi il popolo eletto, di praticare l'usura e di permettere l'uccisione e la schiavitù, asserendone la presunta legittimità secondo Torah.
Nel 2015 ha ribadito il suo supporto agli attentati suicidi contro i «nemici di Allah», esprimendo anche che le "coltellate" inferte agli ebrei israeliani non sono una forma di terrorismo, ma di resistenza.

### Fondamentalismo islamico
Nel dicembre del 2014, al-Tayyib ha fortemente criticato lo Stato Islamico di Siria e Iraq (ISIS), affermando che il fine dell'ISIS era esportare un falso Islam. Ciononostante, il suo rifiuto di dichiarare l'ISIS come eretico è stato oggetto di critiche, a cui al-Tayyib ha risposto dichiarando che la scuola teologica Asharita, di cui fa parte, vieta di dichiarare apostata una persona che segue la Shahādah. Proprio questa sua visione teologica è il motivo di critica principale all'ISIS, che accusa di takfirismo, ovvero l'accusa di miscredenza verso altri musulmani e no.
Nel febbraio del 2015 ha dichiarato che i terroristi dell'ISIS andavano «uccisi, crocifissi e amputati delle mani e dei piedi».
Nell'aprile 2017, dopo la visita di papa Francesco, il Gran Imam negò ogni legame tra ISIS, terrorismo islamico e Islam, asserendo che le guerre religiose nella regione erano causate dal traffico d'armi, e invocando una comune unione tra cattolici e musulmani contro l'ateismo, il machiavellismo e la modernità irreligiosa. Nello stesso mese ha invocato un ritorno ai valori del primo Stato Islamico, ovvero il Califfato dei Rashidun.

### Violenza sulle donne
Nell'ottobre 2015 ha suscitato più di una critica la decisione della Presidente della Camera dei deputati Laura Boldrini di ospitare al-Tayyib per una lectio magistralis a un convegno a Palazzo Montecitorio chiamato "Islam, religione di pace". Al-Tayyib infatti, oltre alle succitate dichiarazioni antisemitiche, aveva fatto dichiarazioni maschiliste e misogine, dicendo che «secondo il Corano, prima si ammonisce, poi si dorme in letti separati, infine si colpisce», invitando a dare percosse leggere o spintoni. Nonostante le critiche di una parte della stampa e della politica, nonché la perplessità della comunità ebraica, la Presidente della Camera si è limitata a fissare una nuova data per il convegno, in vista delle elezioni egiziane dello stesso anno.

## Opere
- Traduzione in arabo di Le Sceau des Saints dans La Doctrine d'Ibn Arabi di Michel Chodkiewicz sotto il titolo al-wilāya wa al-nubuwwa ʿind al-Shaykh Muḥyi al-Dīn ibn ʿArabī, Dār al-Qubba al-Zarkāʾ, Marrakesh, Marocco, 1998.
- Traduzione in arabo della Histoire et classification de l'œuvre d'Ibn Arabi d'Osman Yahia sotto il titolo Muʾallafāt Ibn ʿArabī: taʾrīkhuhā wa taṣnīfuhā, 1992, Il Cairo, ed. della Hayʾat al-miṣriyya al-ʿāmma li-l-kitāb, 2001.
- Introduction à la traduction de Concordance et indices de la tradition musulmane di Arent Jan Wensinck sotto il titolo al-Muʿjam al-mufahras li-alfāẓ al-ḥadīth al-nabawī, Università del Qatar, Doha, 1998.